# Dresdner Sportclub 1898 2015-2016 (pallavolo femminile)
Questa voce raccoglie le informazioni riguardanti il Dresdner Sportclub 1898 nelle competizioni ufficiali della stagione 2015-2016.

## Organigramma societario
Area direttiva
- Presidente: Sandra Zimmermann
- Supervisore generale: Daniela Dittrich

Area tecnica
- Allenatore: Alexander Waibl
- Allenatore in seconda: Michal Mašek
- Assistente allenatore: Till Müller, Ulrich Rath
- Scout man: Till Müller

Area marketing
- Responsabile marketing: Beatrice Dömeland

Area sanitaria
- Medico: Attila Höhne, Tino Lorenz
- Fisioterapista: Christoph Hartmann, Raphael Meinel

## Rosa
| N° | Nome                 | Ruolo | Data di nascita   | Nazionalità sportiva |
| -- | -------------------- | ----- | ----------------- | -------------------- |
| 1  | Mareike Hindriksen   | P     | 14 novembre 1987  | Germania             |
| 3  | Kryscina Michajlenka | O     | 26 marzo 1992     | Bielorussia          |
| 6  | Elisabeth Lowke      | C     | 22 febbraio 1997  | Germania             |
| 6  | Constance Plath      | C     | 16 aprile 1996    | Germania             |
| 6  | Luise Wolf           | S     | 14 novembre 1997  | Germania             |
| 7  | Laura Dijkema        | P     | 18 aprile 1990    | Paesi Bassi          |
| 8  | Louisa Lippmann      | S/O   | 23 settembre 1994 | Germania             |
| 9  | Myrthe Schoot        | L     | 29 agosto 1988    | Paesi Bassi          |
| 10 | Kathleen Slay        | C     | 4 novembre 1991   | Stati Uniti          |
| 11 | Whitney Little       | C     | 3 aprile 1993     | Stati Uniti          |
| 12 | Jennifer Cross       | C     | 4 luglio 1992     | Canada               |
| 13 | Lisa Izquierdo       | S     | 29 agosto 1994    | Germania             |
| 14 | Lisa Stock           | L     | 6 giugno 1994     | Germania             |
| 15 | Michelle Bartsch     | S     | 12 febbraio 1990  | Stati Uniti          |
| 16 | Katharina Schwabe    | S     | 29 aprile 1993    | Germania             |
| 17 | Gina Mancuso         | S     | 31 maggio 1991    | Stati Uniti          |
| 18 | Valérie Courtois     | L     | 1º novembre 1990  | Belgio               |
| 18 | Nneka Onyejekwe      | C     | 18 agosto 1989    | Romania              |